# Yílmar Filigrana
Yílmar Alexis Filigrana Possu (Padilla, 8 novembre 1990) è un calciatore colombiano, attaccante svincolato.

## Carriera

### Club
Ha giocato nella massima serie dei campionati colombiano e brasiliano.

## Palmarès

### Club

#### Competizioni nazionali
- Categoría Primera B: 1

Alianza Petrolera: 2012